# Mastobunus
Mastobunus is een geslacht van hooiwagens uit de familie Sclerosomatidae.
De wetenschappelijke naam Mastobunus is voor het eerst geldig gepubliceerd door Simon in 1879. 

## Soorten
Mastobunus omvat de volgende 2 soorten:
- Mastobunus ignotus
- Mastobunus tuberculifer